# Ctenotus rosarium
Ctenotus rosarium este o specie de șopârle din genul Ctenotus, familia Scincidae, descrisă de Couper, Amey și Kutt în anul 2002. Conform Catalogue of Life specia Ctenotus rosarium nu are subspecii cunoscute.